# Zlatá Olešnice (district de Trutnov)
Pour les articles homonymes, voir Olešnice et Zlatá Olešnice.
Zlatá Olešnice (en allemand : Goldenöls) est une commune du district de Trutnov, dans la région de Hradec Králové, en Tchéquie. Sa population s'élevait à 203 habitants en 2020.

## Géographie
Zlatá Olešnice se trouve à 7 km au nord-nord-est de Trutnov, à 47 km au nord de Hradec Králové et à 123 km au nord-est de Prague.
La commune est limitée par Bernartice au nord et à l'est, et par Trutnov au sud et à l'ouest.

## Histoire
La première mention écrite de la localité date de 1297.